# Declive y caída de Pedro II de Brasil
El declive y caída de Pedro II de Brasil se refiere al periodo final del Imperio del Brasil que transcurrió durante la década de 1880, cuando las causas subyacentes de la decadencia imperial empezaron a acumularse y a volverse prominentes. Paradójicamente, este período coincidió con una época de incomparable estabilidad y progreso tanto en lo económico como en lo social, durante la cual Brasil se destacó en el escenario internacional como potencia emergente.
Las raíces del colapso de la monarquía Brasileña se remontan a 1850, cuando muere el hijo menor de Pedro II. A partir de ese momento, el propio emperador dejó de creer en la monarquía como una forma viable de gobierno para el país, ya que solo  quedaba su hija como heredera. Aunque constitucionalmente era posible que una mujer heredara el trono, tanto Pedro II como los círculos gobernantes consideraban que debía gobernar un hombre. Mientras el Emperador gozó de buena salud, la cuestión de la sucesión pudo ser ignorada y el problema fue pospuesto por décadas, durante las cuales el país se volvió más poderoso y próspero.
Sin embargo, a partir de 1881, la salud de Pedro II comenzó a deteriorarse. Esto hizo que poco a poco se fuera retirando de la vida pública. Cansado de estar atado a un trono que probablemente no sobreviviría a su muerte, el Emperador perseveró por deber y porque no parecía haber una alternativa inmediata. Tampoco su hija y heredera, Isabel, estaba interesada en asumir la corona. Ambos, sin embargo, eran amados por el pueblo brasileño, que todavía apoyaba a la monarquía. La indiferencia del emperador y su hija hacia el sistema imperial permitió que una minoría republicana descontenta se volviera audaz, animándose a llevar a cabo el golpe que terminaría con el imperio.
Pedro II es uno de los pocos casos de un jefe de Estado que, a pesar de haber sido considerado un gobernante exitoso hasta el final, terminó derrocado y en el exilio.

## Declive
Durante la década del 1880, Brasil prosperaba. El progreso social aumentó notablemente, incluyendo el primer impulso organizado de la lucha por los derechos de las mujeres. El liberalismo adoptado por sucesivos gabinetes de gobierno favoreció la iniciativa privadas, resultando en décadas de prosperidad económica. El desarrollo de la economía brasileña en la década de 1880 fue extraordinariamente rápido. Entre 1834 y 1839, Brasil comerció internacionalmente por un valor que ascendía a Rs $79 000 000 000. El comercio continuó creciendo todos los años hasta llegar a Rs $472 000 000 000 entre 1886 y 1887 (un crecimiento anual de 3,88 % desde 1839). El crecimiento de Brasil, especialmente a partir de 1850, fue similar al de Europa y los Estados Unidos. Llegó a tener el octavo mayor PBI del mundo. Si Brasil «hubiera logrado sostener el nivel de productividad que consiguió en 1870 y aumentar las exportaciones al mismo ritmo que durante la segunda mitad del siglo XIX, su renta per cápita para 1950 hubiera sido comparable al PBI promedio de una nación de Europa Occidental».

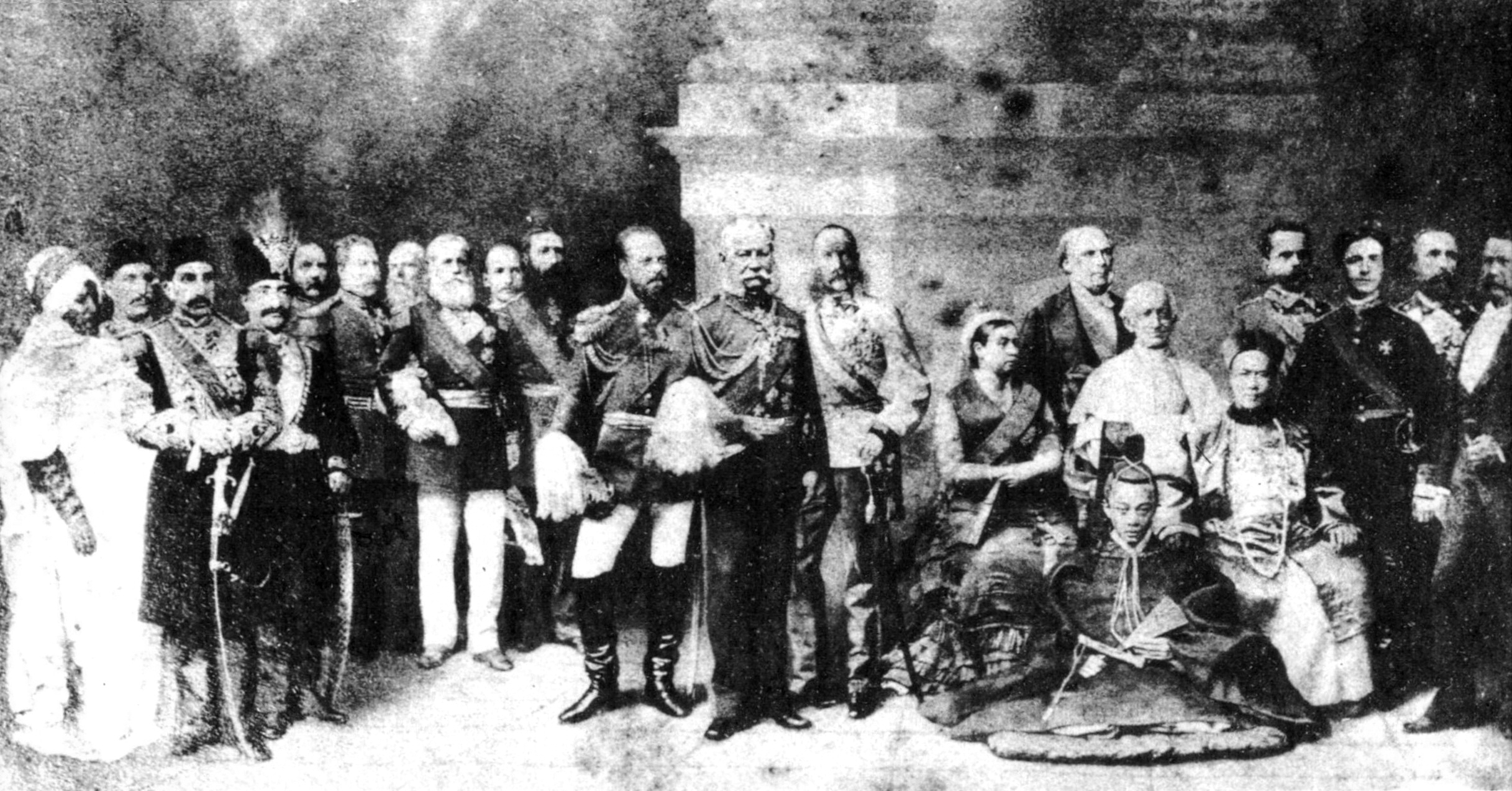
«Los soberanos del Mundo». C. 1889. El emperador Pedro II (túnica oscura, pantalones blancos, y fajín) ocupaba un lugar prominente en el plano internacional.

Durante este período, se produjo un desarrollo a gran escala que anticipó iniciativas similares en Europa.  En 1850, había 50 fábricas valoradas en más de Rs $7 000 000 000$, mientras que para el fin del período imperial en 1889, había 636  (lo que representa una tasa de aumento anual del 6,74 % desde 1850) valoradas en aproximadamente Rs $401 630 600 000 (una tasa de crecimiento anual del 10,94 % desde 1850). En el campo «se hizo eco del ruido de las vías de hierro que se tendían mientras se construían los ferrocarriles al ritmo más frenético del siglo XIX». La construcción en la década de 1880 fue la segunda más grande en términos absolutos en toda la historia de Brasil. Sólo ocho países en todo el mundo fueron más influyentes en esa década que Brasil. La primera línea de ferrocarril, de solo 15 kilómetros, se inauguró el 30 de abril de 1854, cuando todavía muchos países europeos no tenían servicio ferroviario. En 1868, había 718 kilómetros de vías férreas. Para el final del imperio en 1889, había 9200 kilómetros (con otros 9000 kilómetros en construcción), convirtiendo a Brasil en el país con «la red ferroviaria más grande de América Latina».
«Durante la década de 1800 las fábricas crecieron a un ritmo sin precedentes, y las ciudades brasileñas empezaban a recibir los beneficios del gas, la electricidad, una mejor infraestructura sanitaria y la instalación del telégrafo y del tranvía. Brasil entraba en el mundo moderno.» Fue el quinto país del mundo en instalar un sistema de alcantarillas, el tercero en aplicar tratamiento de aguas residuales, y uno de los pioneros en instalar líneas telefónicas. Además, en 1883, fue la primera nación americana en adoptar iluminación eléctrica pública y la segunda en el continente americano (detrás de los Estados Unidos) en establecer una línea de telégrafo que se conectara directamente a Europa (en 1874). La primera línea de telégrafo fue instalada en 1852 en Río de Janeiro. Para 1889, existían 18,925 kilómetros de telégrafo en el país, que conectaban a la capital con provincias distantes como Pará, e incluso con otros países sudamericanos como Argentina y Uruguay.

El Imperio brasileño fue admirado internacionalmente como ejemplo de democracia y respeto a la libertad de expresión. Contaba con «partidos sólidos y competitivos, un parlamento activo, prensa libre, y apertura en el debate». El presidente argentino Bartolomé Mitre calificó al país de «democracia coronada» y el presidente venezolano Rojas Paúl, tras enterarse de la caída del emperador declaró que «se ha acabado con la única república que existía en Sudamérica: el Imperio de Brasil». Para el final del reinado de Pedro II, Brasil era una nación «próspera y respetada internacionalmente»  que ostentaba un liderazgo indiscutible en América Latina. Para 1889, su armada era la quinta o sexta más poderosa del mundo, teniendo los acorazados más poderosos del continente americano. El emperador era amado por el pueblo brasileño y era visto con «respeto, casi veneración» en América del Norte y Europa debido a sus ideales y acciones democráticas, liberales y progresistas. Las declaraciones hechas por un ex cónsul de los Estados Unidos en Río de Janeiro, que conoció a Pedro II a fines de 1882, son un buen indicio de como los extranjeros veían a Brasil y a su emperador a fines de la década de 1880:
Dom Pedro II, emperador del Brasil … tenía cabeza de intelectual, ojos de un color gris azulado… una barba frondosa y gris, el pelo recortado, también gris, la tez florida, y la expresión sobria. Su postura es erecta, y tiene un porte varonil … A lo largo de su gobierno, ha habido algunas rebeliones provinciales y alguna agitación local, pero el emperador siempre mostró tacto, energía y una humanidad, ayudando a restaurar el orden y los buenos sentimientos. Así, mientras tuvo el cetro, su país siguió prosperando. Su vasta extensión se mantuvo intacta, y se había convertido en un imperio importante. Al mirar su cabeza gris mientras conducía su carruaje por las calles de Río, me dije a mi mismo «Ciertamente es una persona augusta y venerable.» - Christopher Columbus Andrews 
Para el primer ministro británico William Ewart Gladstone Pedro II era «un modelo para los soberanos de todo el mundo», considerándolo un «soberano grande y bueno». Más tarde, el escritor brasileño Machado de Assis lo recordaría como «un hombre humilde, sincero, bien educado y patriótico, quien supo hacer de un trono una silla [por su simplicidad], sin menguar su grandeza y el respeto que merecía». Cuando se convirtió en emperador en 1831, Brasil estaba al borde de fragmentación. Cincuenta y ocho años más tarde, el país había estado en paz por más de cuatro décadas, la esclavitud había sido abolida, se había consolidado el sistema representativo y el liderazgo del ejército estaba en manos de civiles (algo inédito en Hispanoamérica). De hecho, para asegurar «la longevidad de su gobierno y de las transformaciones ocurridas en su curso, ningún otro Jefe de Estado ha marcado más profundamente la historia de la nación.» A pesar de que Brasil nunca había sido tan rico y poderoso y tenía una reputación internacional excelente, y aunque Pedro II todavía era extremadamente popular, la monarquía brasileña agonizaba.

## Un emperador cansado

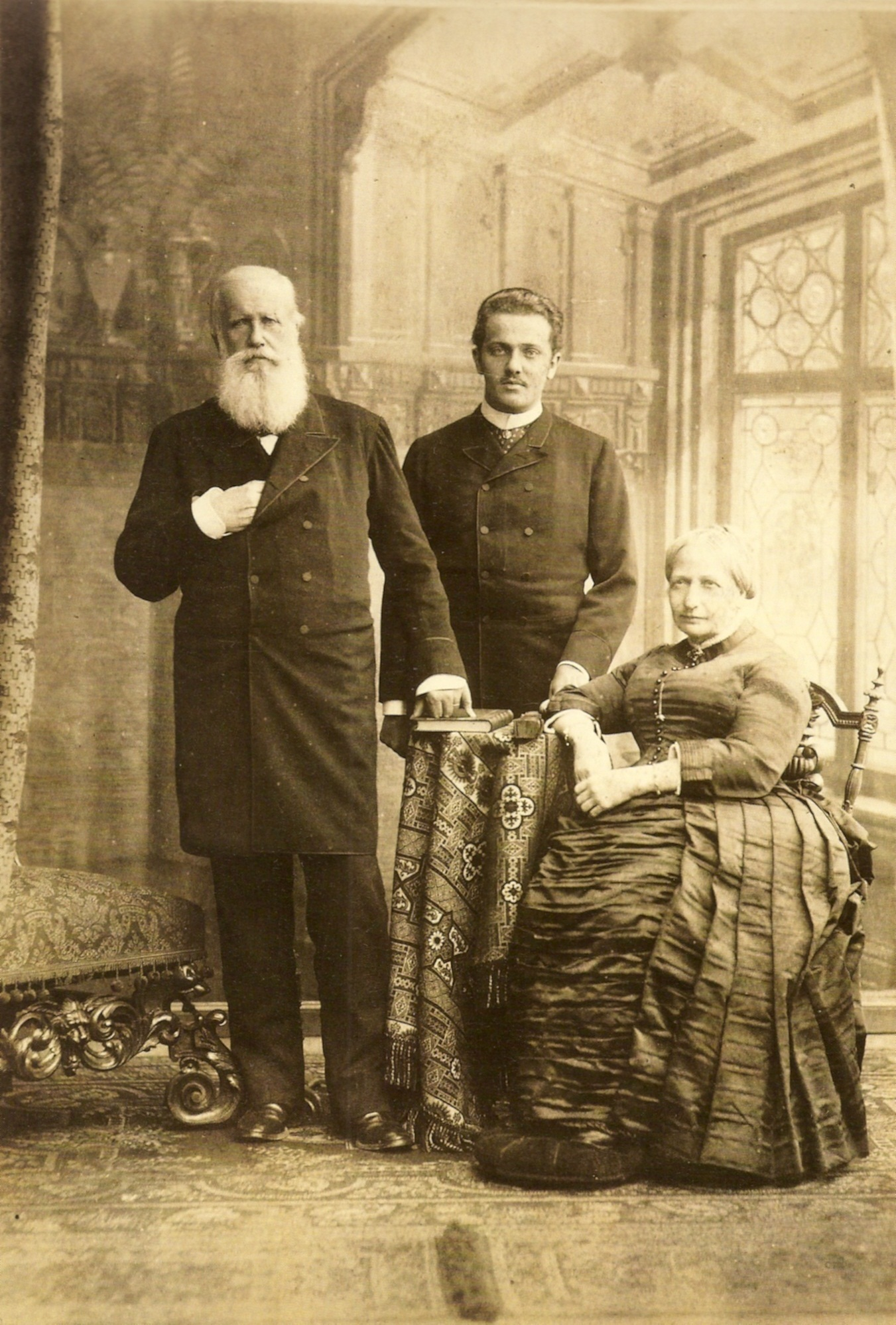
Pedro II con su mujer Cristina y su nieto Pedro Augusto de Saxe-Coburg y Gotha en 1887.

Las cartas de Pedro II a la condesa de Barral muestran a un hombre de mundo, cansado, envejecido, y cada vez más alienado y pesimista. En ellas expresa frecuentemente «su soledad y su deseo de huir junto a ella». El Emperador entretuvo la fantasía de dejar todo atrás y se dio cuenta de que su más preciada ambición era una vida tranquila en Europa, cuando lo expresa: «¿Dónde estaría si pudiera disfrutar de una independencia total? Adivine.» Este deseo fuerte de retirarse a una menos vida circunscrita en el extranjero fue una idea constante durante la década del 1880. A pesar de la distancia entre estas ilusiones y la realidad, siguió siendo respetuoso de su deber y era meticuloso cuando llevaba a cabo sus tareas como emperador, a menudo sin entusiasmo. 
Al envejecer, Pedro II sufrió un deterioro físico que solo sirvió para exacerbar su estado mental. En su juventud, había sido admirado por su capacidad para trabajar largas horas y dejar atrás cualquier contratiempo con rapidez. Pero «la falta de ejercicio y sus pobres hábitos alimenticios terminaron por afectarlo». Para el 1880, sin embargo, necesitaba lentes para leer y prótesis dentales para comer, sus dientes habían empezado a decaer debido al consumo excesivo de azúcar. Empezó a mostrar una tendencia a dormitar en momentos inesperados, llegando a quedarse dormido «en medio de reuniones importantes y durante compromisos públicos». Hoy se sabe que la causa fue una diabetes tipo 2 (no-insulina-dependiente) que le diagnosticaron alrededor 1882. Durante los años siguientes, el monarca estuvo afligido por una variedad de enfermedades repentinas que incluyeron dolores de estómago y fiebres. En 1884 recibió una laceración en su pierna izquierda que se infectó y, complicada por su diabetes, tardó más tiempo de lo esperado en curarse completamente. También empezó a adolecer de «problemas urinarios debido al daño que la diabetes había causado a sus riñones».

Cansado de ser emperador y acosado por dolencias frecuentes, Pedro II se retiró cada vez más de los asuntos de gobierno, a menudo comportándose como espectador. Se lo podía ver deambulando por las calles, vestido de frac y llevando un paraguas. A veces estaba rodeado por niños, probaba frutas del mercado local y la comida del alumnado en las cocinas en visitas a escuelas. Intentó vivir como una persona normal, «mezclándose con las personas por la calle exitosamente». También abolió muchos de los rituales  que pertenecían a la tradición monárquica, como el besamanos, en 1872, y la guarda dos archeiros (la guardia de los arqueros), en 1877, «la guardia de palacio vestía uniformes multicolores y estaba armada con alabardas». El Palacio de Ciudad, que actuaba como sede del gobierno, fue prácticamente abandonado, como también lo fue  la residencia imperial en el Palacio de São Cristóvão, ahora desprovisto de cortesanos. Un diplomático austriaco resumió bien la situación a fines del 1882: 
Encontré que el palacio de São Cristóvão estaba igual que siempre. Era el palacio encantado de los cuentos de hadas. Vi a un centinela en la puerta y a su lado ni un alma viviente. Deambulé solo por los corredores que rodeaban al patio. No encontré a nadie, pero escuché el tintineo de vasos en un cuarto cercano donde el emperador cenaba solo con la emperatriz, sin su cortejo compuesto por damas de compañía y chambelanes. - Baron von Hübner
La pompa, el ritual y el lujo fueron descartados. Esto hizo que Pedro II fuera considerado «el primer ciudadano» en la imaginación popular, pero al costo de que su imagen como monarca, su autoridad y su figura como símbolo viviente disminuyeran. Como remarcó un periodista alemán en 1883: «es una cosa rara, la situación del Emperador: no tiene fortuna personal y su patrimonio civil, ya por si insuficiente, es casi gastado en su totalidad en caridad, en una manera que no pueda proporcionar cualquier pompa en el tribunal, ni cualquier cosa para dar cualquier destello a sus residencias […] indudablemente hace honor a la grandeza del hombre, pero contribuye poco al prestigio necesario para un emperador.» La sociedad en la que el emperador vivía enfatizaba el ceremonial y la tradición, por lo que al hacer esto el emperador descartó mucho del simbolismo y el aura con que el sistema Imperial estaba imbuido.

### El destino de la monarquía: sin heredero
Después de los peligros y obstáculos enfrentados por el gobierno, las figuras políticas que habían surgido durante la década de 1830 se volvieron cautas con respecto al modo de  gobernar. Estos políticos veían al emperador como una fuente fundamental de autoridad y una figura útil, esencial tanto para gobernar como para la supervivencia nacional. La capacidad natural y competencia de Pedro II como gobernante animó deferencia más grande cuando el tiempo pasó. El establishment político «lo percibió como una pieza clave para el éxito del sistema político, alguien cuya reputación y la autoridad le protegieron de toda discusión». Los estadistas pertenecientes a esta generación, sin embargo, empezaron a morir o retirarse de gobierno hasta que, alrededor de 1880,  habían sido enteramente reemplazados por una generación más joven de políticos que no habían experimentado la regencia o los  años tempranos del reinado de Pedro II, cuando peligros externos e internos acechaban la existencia de la nación. Sólo habían sabido de una administración estable y de la prosperidad alcanzada a causa de esta. En contraste con sus predecesores, la nueva generación de políticos no veían ninguna razón por la cual mantener y defender a la monarquía en tanto fuerza unificadora que beneficiara a la nación. La capacidad de Pedro II para mantener la unidad nacional, la estabilidad y el buen gobierno había sido olvidada por las élites gobernantes. Gracias a su propio éxito, «Pedro II se había vuelto redundante como emperador».

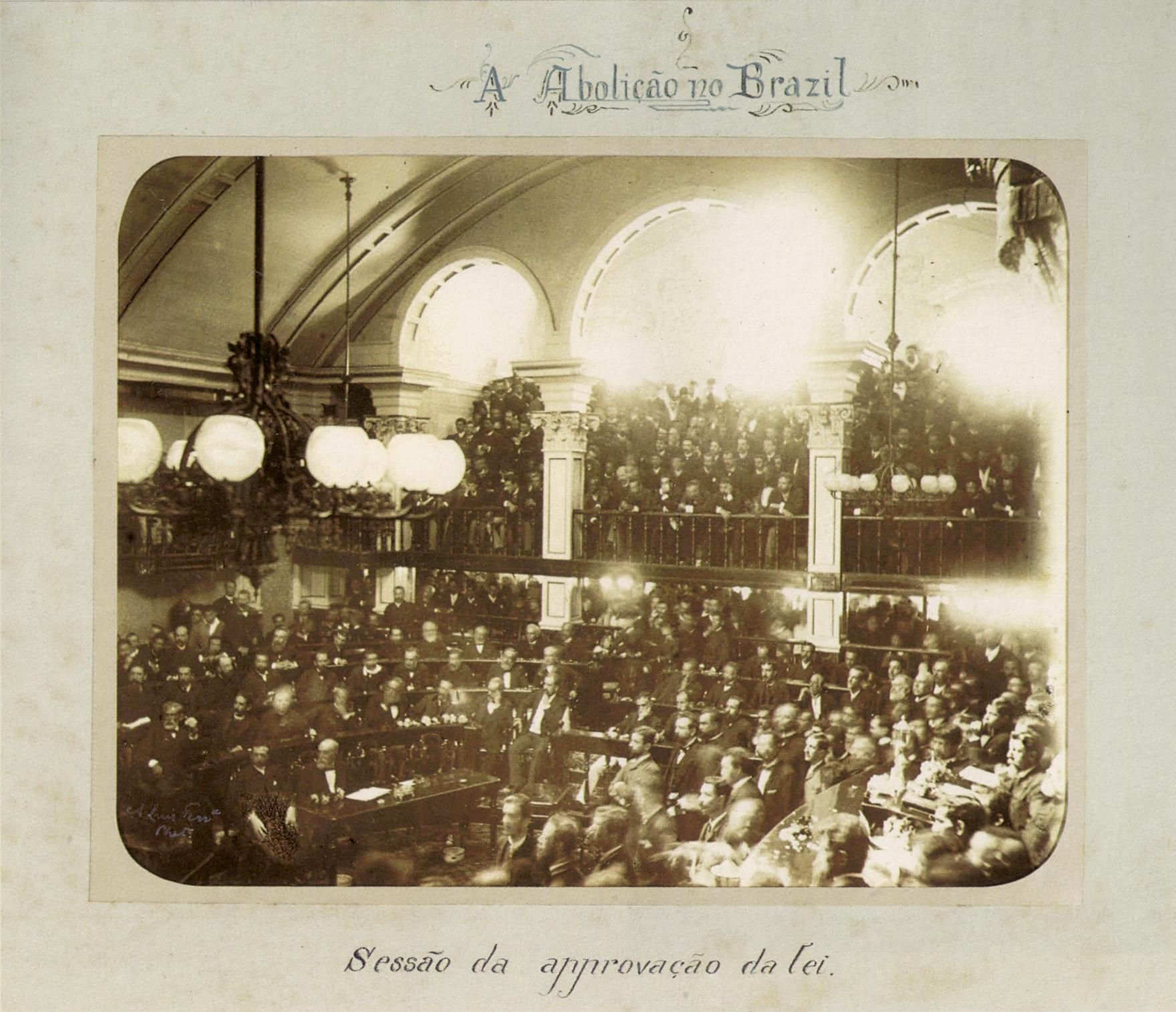
El senado brasileño en 1888. Ni el emperador ni los círculos gobernantes creían que había un sucesor viable al trono brasileño.

La falta de un heredero que pudiera darle una nueva dirección para la nación también contribuyó a disminuir las perspectivas a largo plazo de la monarquía brasileña. Aunque el emperador quería a su hija Isabel y respetaba su carácter fuerte consideraba que tener a una mujer como sucesora era antitético a lo que se requería del gobernante de Brasil. «El destino había hablado con la pérdida de sus dos herederos varones y la carencia de más hijos que lo pudieran suceder a su muerte». Este punto de vista era compartido por el establishment político, que estaba incómodo con la posibilidad de que gobernara una mujer. Los hijos de Isabel tampoco eran considerados posibles herederos, Pedro II no los veía como posibles sucesores al trono sino que esperaba que fueran ciudadanos dignos. El consenso era que el sucesor «debía ser un hombre». Es decir, un hombre de la dinastía de los Braganza.
La bisabuela del emperador, María I de Portugal, había sido una reina reinante, pero como la habían casado con su tío Pedro III de Portugal, su descendencia continuó perteneciendo a la Casa de Braganza. Por ende, Pedro II era el último descendiente en línea masculina de Dom Afonso I, rey de Portugal y fundador, en 1139, de la dinastía imperial brasileña. Había otros dos miembros varones de la dinastía, aunque vivían en el extranjero: Rodrigo Delfim Pereira, el medio hermano del emperador, y su primo Miguel, duque de Braganza. Sin embargo, ninguno de los dos formaba parte de la línea de sucesión. El primero porque era hijo ilegítimo de Pedro I y el segundo por ser extranjero y no ser descendiente directo del emperador.
Nada de esto molestó a Isabel, que no se veía en la posición de monarca. Sus funciones públicas nunca indicaron que la estuvieran preparando para gobernar o hicieron suponer que iba a tener un rol más grande en el gobierno. Parecía contenida en dar apoyo a la posición de su padre y no hizo ningún esfuerzo para reunir su facción propia de seguidores dentro del establishment político. Como sus ideales no eran atractivos para los políticos descontentos, ningún movimiento independiente lo adoptó como líder. «Se contentaba con la vida de una señora aristocrática, dedicada a la familia, la religión, los trabajos benéficos, el teatro, la ópera, el arte y la música». Su marido, el Conde de Eu, tampoco era popular. Era tímido y humilde, conocido por evitar exhibiciones de pompa y lujo. A partir de su matrimonio con Isabel en 1864, su comportamiento fue descrito como «ejemplar». Pero estas virtudes privadas no se volvieron parte de su imagen pública. Para aquellos fuera de su círculo inmediato, fue caracterizado como un intruso y como un extranjero codicioso. También circulaban rumores infundados que lo retrataban como un señor de los barrios bajos de Río de Janeiro involucrado en negocios cuestionables. El conde que se convertiría en consorte opaco a Isabel, que sería emperatriz. La pareja no le ofrecía a los brasileños «ningún centro alternativo de lealtad o visión complementaria de la monarquía».
Un emperador cansado quien ya no se preocupaba por el trono, un heredero que no tenía ningún deseo de ponerse la corona, causó disgusto entre los círculos gobernantes quienes eran desdeñosos de la función imperial en asuntos nacionales: todo parecía el final inminente de la monarquía. No obstante, Pedro II no se preocupaba por los cambios que ocurrían. Después de más de cinco décadas en el trono, se había vuelto complaciente. Creyó que la devoción del pueblo y su apoyo era inmutable. Debido a estos factores, y la carencia de una respuesta enérgica por parte de Pedro II, se ha argumentado que la responsabilidad primera del derrocamiento de la monarquía descansaba sobre el propio Emperador.

### Republicanismo
El republicanismo —entendido como el apoyo a una república, tanto presidencial como parlamentaria, como forma de gobierno— surgió como movimiento político en Brasil durante diciembre de 1870 en Río de Janeiro con la publicación de un manifiesto firmado por 57 personas y con la creación del Club Republicano representando una «minoría insignificante de becarios». No había ningún repudio de o deseo para eliminar esclavitud en el manifiesto. En 1873, se creó el Partido Republicano de São Paulo. Este afirmaba que el problema de la esclavitud tendría que ser resuelto por los partidos Conservador y Liberal, ambos monárquicos. La razón para esto era porque muchos de los republicanos de São Paulo eran labradores que poseían esclavos. La estrategia de los republicanos era esperar la muerte de Pedro II e impedir que la princesa Isabel ascendiera al trono mediante un plebiscito u otro medio pacífico. El movimiento no preveía ningún «reajuste social», como mejoras en la calidad de vida para los antiguos esclavos, y no era revolucionario en el significado profundo de la palabra. El republicanismo «tuvo una evolución lenta e irregular, concentrándose en las provincias al sur de Bahía». Más precisamente, crecía en las provincias de São Paulo, Río de Janeiro, Minas Gerais y Rio Grande Sul.

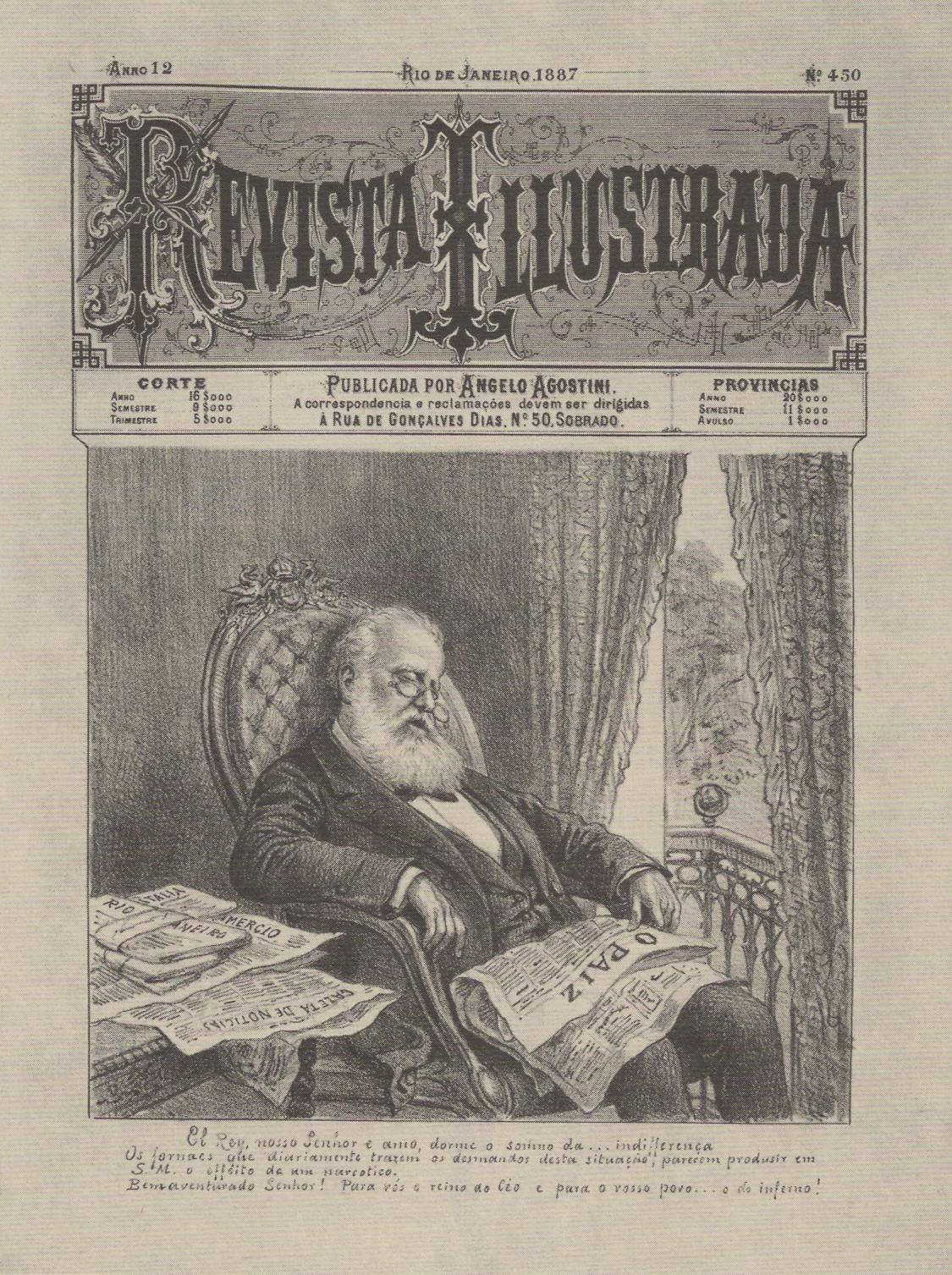
Esta caricatura, dibujada por Angelo Agostini para la Revista Illustrada se burla del poco interés que Pedro II mostraba por la política hacia el fin de su reinado.

Los republicanos eran «un grupo extremadamente reducido» con una «organización precaria en la mayor parte de los estados» y sin cohesión ni conexión entre ellos. La única facción republicana que tenía influencia política fue el Partido Republicano de São Paulo, que obtuvo dos diputados en 1884. En las elecciones legislativas de 1889, que fueron las últimas del imperio, no obtuvieron ninguna banca. En la década de 1880, el republicanismo «atrajo simpatía en menor número que la abolición de la esclavitud, y a un ritmo más lento». Su número sólo aumentó a partir de 1888, sumando nuevos adherentes que habían sido formados por agricultores que se percibían como víctimas por no haber indemnización cuando sus esclavos habían sido liberados. Aun así, en 1889 los «republicanos declarados eran una pequeña minoría», ya que «los ideales republicanos, en realidad, nunca habían logrado seducir al pueblo. Su difusión se limitaba a los campos intelectual y militar».
Cómo reconocían los propios republicanos, el partido no tenía ni el tamaño, ni la organización ni  el apoyo popular necesarios para derrocar a la monarquía. El republicanismo no logró, en ningún momento de su desarrollo, dirigir el alma nacional. Nunca tuvo la estatura para provocar un entusiasmo fuerte o conseguir todo fuerza aquello divorciaba del trono. Incluso con propaganda radical y poca interferencia de las autoridades, el Partido Republicano todavía era pequeño para comienzos de la década del 1870. Sus miembros alababan repúblicas como los Estados Unidos, Francia o Argentina, mientras oportunamente ignoraban a monarquías progresistas cómo el Reino Unido o los países escandinavos. En 1889, sus miembros eran portavoces en plazas públicas y escritores de publicaciones periódicas. Distaron mucho de tener el poder de desarrollar una propaganda que podría sacudir las fundaciones del trono. Durante el proceso político del segundo imperio, el partido republicano era tan secundario que podría haber sido olvidado: era incapaz de influir posiciones defendiendo la disolución del régimen. La crisis entre los militares y el gobierno, «de orígenes y evolución muy diversos» del republicanismo, terminaron siendo el factor principal en la caída de la monarquía.
Pedro II no mostró ningún interés en el manifiesto republicano de 1870. El marqués de São Vicente, entonces Presidente del Consejo de Ministros, sugirió que el emperador debía prohibirle a los republicanos participar en el servicio público, una práctica que era común en las monarquías. Pedro II contestó, «Señor São Vicente, deje que la nación se gobierne a si misma y decida si prefiere una monarquía o una república». El Presidente reprendió al monarca: «vuestra majestad no tiene razón al pensar así. La monarquía es una doctrina constitucional que Vuestra Majestad juró mantener; no está encarnada en la persona de Vuestra Majestad». Pero al emperador no le importó y, sencillamente, contestó: «Bien, si los brasileños no me quieren como su Emperador, ¡me convertiré en profesor!».
El emperador no sólo rechazó prohibir que los republicanos ejercieran la función pública, sino que también contrató el agente militar republicano Benjamin Constant como profesor de matemáticas para sus nietos. Permitió abiertamente a las actividades republicanas, incluyendo diarios, asambleas, reuniones y partidos políticos. Además, los diputados republicanos fueron eximidos de jurar lealtad a la corona. La libertad de la Prensa, «una de las bases del régimen, mantuvo dejar críticas feroces y caricaturas viles opuestas al régimen y sus personalidades públicas». Pedro II era intransigente en su defensa de la libertad de expresión irrestricta que existió en Brasil desde su independencia en 1822. Este acusado de ser excesivamente tolerante hacia los republicanos, pero no prestó atención a varios avisos que declaran que su comportamiento socavó los fundamentos políticos de la monarquía. En 1889, Pedro II le había dicho a José Antonio Saraiva que no importaba si Brasil se convertía en una república. La indiferencia del emperador hacia el destino del régimen fue otro de los factores principales en la caída de la monarquía.

### Deterioro del ejército
Un problema serio que empezó a volverse evidente durante este periodo fue la dificultad de disciplinar al ejército. La generación más vieja era leal a la monarquía, creía que el ejército debía estar bajo control civil y tenía una gran aversión al caudillismo militarista. Pero los miembros de aquella generación estaban jubilados o habían muerto, entre ellos el duque de Caxias, el conde de Porto Alegre y el Marqués de Erval. Empezó a ser ampliamente aceptado que los agentes militares participaran en política mientras cumplían servicio activo. Aun así, la mayoría lo hizo como miembro del Partido Conservador o del Partido Liberal. Esto significó que sus carreras políticas podían entrar en conflicto con su deber como agentes que debían actuar ante una subordinación contra el gobierno civil, que podía estar en las manos de sus adversarios políticos. Anteriormente, la participación de miembros del ejército en la política no había afectado la estabilidad de las instituciones de Brasil, debido a que existía una lealtad fuerte hacia la monarquía y Constitución. Los conflictos de interés que surgían de la mezcla entre las esferas militares y políticas se volvieron más obvios y empezaron a erosionar el apoyo al orden constitucional en algunos sectores del ejército. Sin embargo, ni el emperador ni el gobierno parecen haber entendido la extensión de la creciente actividad de miembros del ejército como disidentes políticos o lo que esto podía implicar. Tanto civiles como militares estaban orgullosos de la estabilidad política del país y de haber evitado el caudillismo, los golpes, las rebeliones y las dictaduras militares que caracterizaron a sus vecinos. Le atribuían la superioridad del sistema político brasileño a una fuerte tradición de control civil sobre el ejército: los ministros de guerra y marina fueron, salvo raras excepciones, civiles.

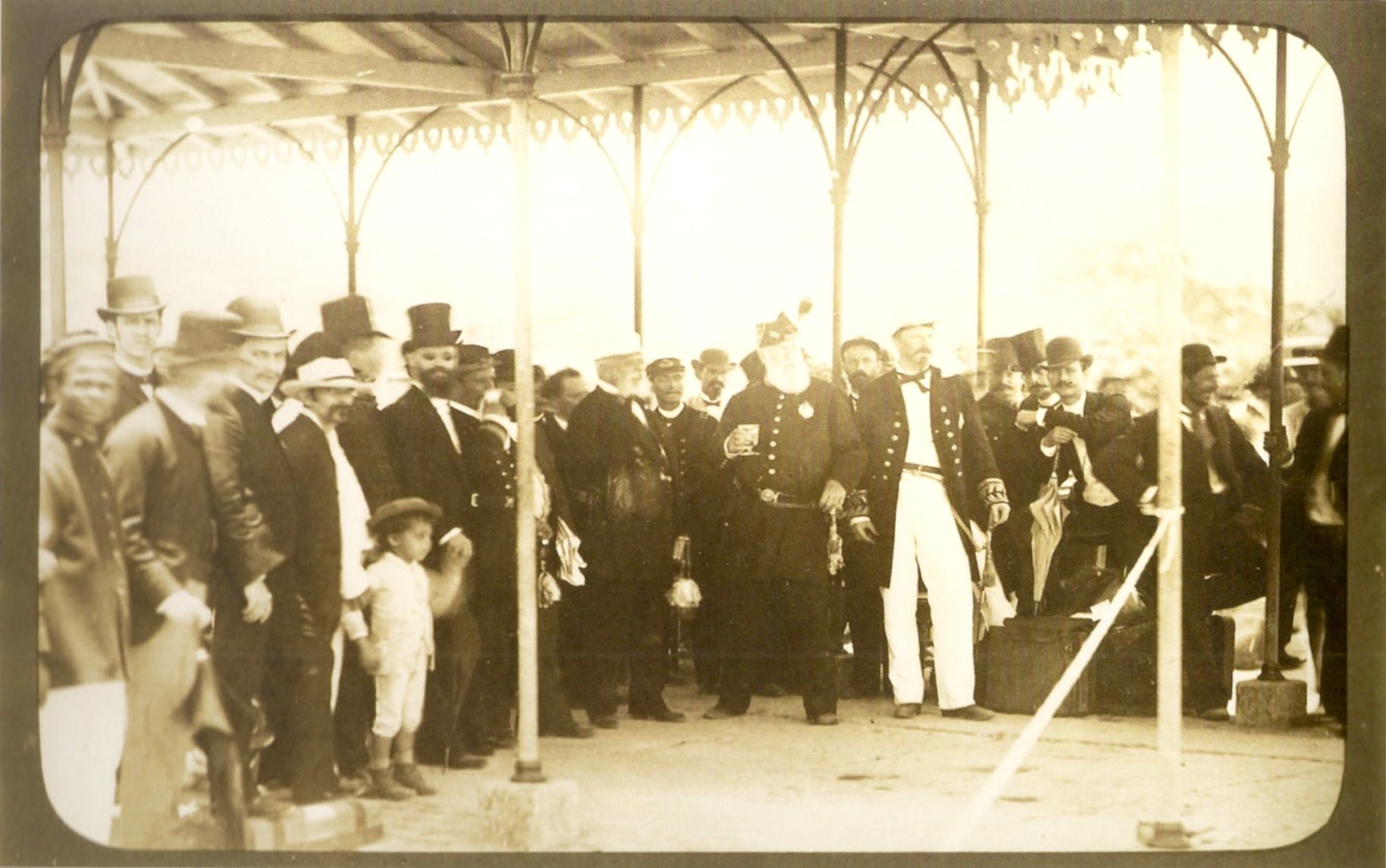
Pedro II mirando la demostración de un cañón recientemente adquirido por el ejército brasileño junto a su yerno Gastón de Orléans (1886). Para este momento su deterioro físico se había vuelto evidente.

En 1882 aparecieron las primeras señales de insubordinación dentro del ejército. Un grupo de militares asesinó a un periodista que había publicado un artículo que consideraban una ofensa a su honor. Aun así, los participantes no fueron castigados. Los registros de 1884 muestran que, de los 13,500 hombres que conformaban al ejército, más de 7,526 habían sido encarcelados por insubordinación. El ejército estaba mal pagado, equipado inadecuadamente, mal instruido y esparcido a través de un territorio vasto. A menudo eran pequeñas guarniciones de 20, 10, 5 o incluso 2 hombres. La mayor parte del cuerpo de agentes consistía de reclutas provenientes de las sertão (las regiones más pobres del nordeste), a los que más tarde se unieron esclavos que habían sido liberados. Estos eran voluntarios que buscaban un medio de subsistencia, ya que no existía la conscripción. No estaban preparados para la vida militar y carecían de la educación necesaria para entender que significaban el gobierno y la responsabilidad cívica. Un brasileño pobre del nordeste veía a sus comandantes militares de la misma manera en la que veía al jefe de un partido político. Para un ex-esclavo, sus superiores diferían poco de quién había sido sus dueño o capataz. No tenían manera de entender que los utilizaban para llevar a cabo un golpe, que las órdenes que seguían implicaban una rebelión contra el emperador, o que sus acciones podían llevar a una dictadura. Él recluta promedio seguía órdenes a ciegas y buscaba evitar equivocaciones por las que sus superiores pudieran castigarlo.
En 1886, un coronel conocido por su falta de disciplina publicó un artículo periodístico donde criticaba al ministro de Guerra, un acto de insubordinación prohibido por ley. En vez de castigarlo, el Mariscal de Campo Deodoro da Fonseca, que era su comandante, lo perdona. El mariscal, así como el gabinete conservador al mando de João Maurício Wanderley, decidió no penalizar al coronel en un intento de tranquilizar a los disidentes. Aun así, el gabinete fue más allá y les permitió a los militares expresar sus opiniones sin restricciones. Como consecuencia de esta política, un subordinado era capaz de criticar públicamente a sus superiores, socavando a las autoridades tanto militar como política, incluyendo a la del gabinete.
A principios de 1888 la policía arrestó a un militar borracho por causar alboroto en la calle. Muchos militares, incluyendo a Deodoro, se indignaron e insistieron en que el jefe de policía fuera depuesto. Wanderley, que todavía encabezaba el gabinete, rechazó esta demanda. Pero la Princesa Isabel, actuando como regente de padre, optó por rechazar al gabinete entero y apoyar a la llamada «facción militar indisciplinada». Quiso utilizar a este incidente como pretexto para reemplazar Wanderley, que estaba abiertamente contra la abolición de esclavitud, que en ese momento era discutida en el parlamento. A pesar de que el nuevo gabinete estaba compuesto de políticos que apoyaban el fin de esclavitud, la decisión de Isabel involuntariamente tuvo consecuencias terribles para la monarquía. En vez de aplacar a esta facción militar revoltosa, abrió la puerta a demandas más audaces y dejó que la insubordinación se extendiera, exponiendo la debilidad del poder de civil. Muchos militares empezaron a conspirar contra el gobierno abiertamente, esperando que en una república ya no serían expuestos al «acoso»  que creían padecer bajo la monarquía. Uno de ellos, Floriano Peixoto, defendía la adopción de una «dictadura militar».
Otra tendencia ideológica que marcó la década de 1880 fue la diseminación del positivismo entre los rangos bajos y medios del ejército, así como entre algunos civiles. Los positivistas brasileños creían que la república era una opción superior a la monarquía. Aun así, también veían a la democracia representativa y a la libertad de expresión como amenazas.  Además, se oponían a la religión organizada, especialmente al catolicismo. Buscaban que se estableciera una dictadura, con un dictador-por-vida que nombrara a su  propio sucesor, junto con un gobierno fuertemente centralizado y «la incorporación del proletariado a la sociedad a través del fin de privilegios de la burguesía». El positivismo compartió muchas características con el bolchevismo más tardío, el marxismo y el leninismo. Aun así, aunque parezca extraordinario, los positivistas veían a Pedro II como un posible líder para una primera dictadura, y esperaban poder utilizarlo para suavizar la transición de la monarquía hacia la nueva república.
Uno de los positivistas más influyentes en Brasil fue el Teniente Coronel Benjamim Constant Botelho de Magalhães, que era profesor en la Academia Militar das Agulhas Negras. A pesar de que era admirado al punto de veneración por los cadetes más jóvenes, era desconocido entre el público general. Constant y otros instructores positivistas intentaron inculcar su ideología al alumnado. Gradualmente Antoine-Henri Jomini y Colmar Freiherr von der Goltz, fueron relegados como parte de la educación militar, siendo reemplazado como foco en lecturas y discusiones políticas por Auguste Comte y Pierre Lafitte. Los militares pronto se convirtieron en insubordinados políticos y agitadores. Aun así, los positivistas todavía esperaban para hacer una transición pacífica a su fantasía de una dictadura republicana y Constant, que enseñaba a los nietos del emperador y lo conocía, intentó convencerlo de que se uniera a su causa. Como era de esperar, Pedro II rechazó la propuesta y los líderes empezaron a creer que no había alternativa a un golpe de Estado.
Como resultado, se formó una coalición entre la facción indisciplinada del ejército, al mando de Deodoro, y la facción positivista, al mando de Botelho de Magalhães. El 15 de noviembre de 1889 esta llevó a cabo un golpe republicano. Según uno de los dirigentes sediciosos, sólo alrededor 20 % del ejército brasileño participó en el golpe o apoyaba activamente la caída de la monarquía.

### Tercer viaje a Europa y fin de esclavitud en Brasil
Para 1887 la salud del emperador, que sufría constantes ataques de fiebre, había empeorado. Sus doctores personales sugirieron que viajara a Europa para recibir tratamiento médico. Al embarcar, lo despidió una multitud que gritaba «¡Larga Vida a Su Majestad, Viva el Emperador de Brasil!» Dejó Brasil el 30 de junio de 1887 junto con su mujer y su nieto Pedro Augusto. Una vez más su hija Isabel se convirtió en regente en su lugar. El emperador se quedó poco tiempo en Portugal, viajando a París, donde se quedó en su hotel habitual. Allí recibió a Louis Pasteur, Ambroise Thomas, Pierre Émile Levasseur, François Coppée, Alexandre Dumas hijo, Arsène Houssaye, Guerra Junqueiro, y dos de los nietos de Victor Hugo, entre otros. En una conversación con Houssaye, el emperador lamentó una vez más la «corona de espinas» que tenía que aguantar. Pedro II también vio a su viejo amigo Michel Eugène Chevreul, que por entonces tenía 102 años.

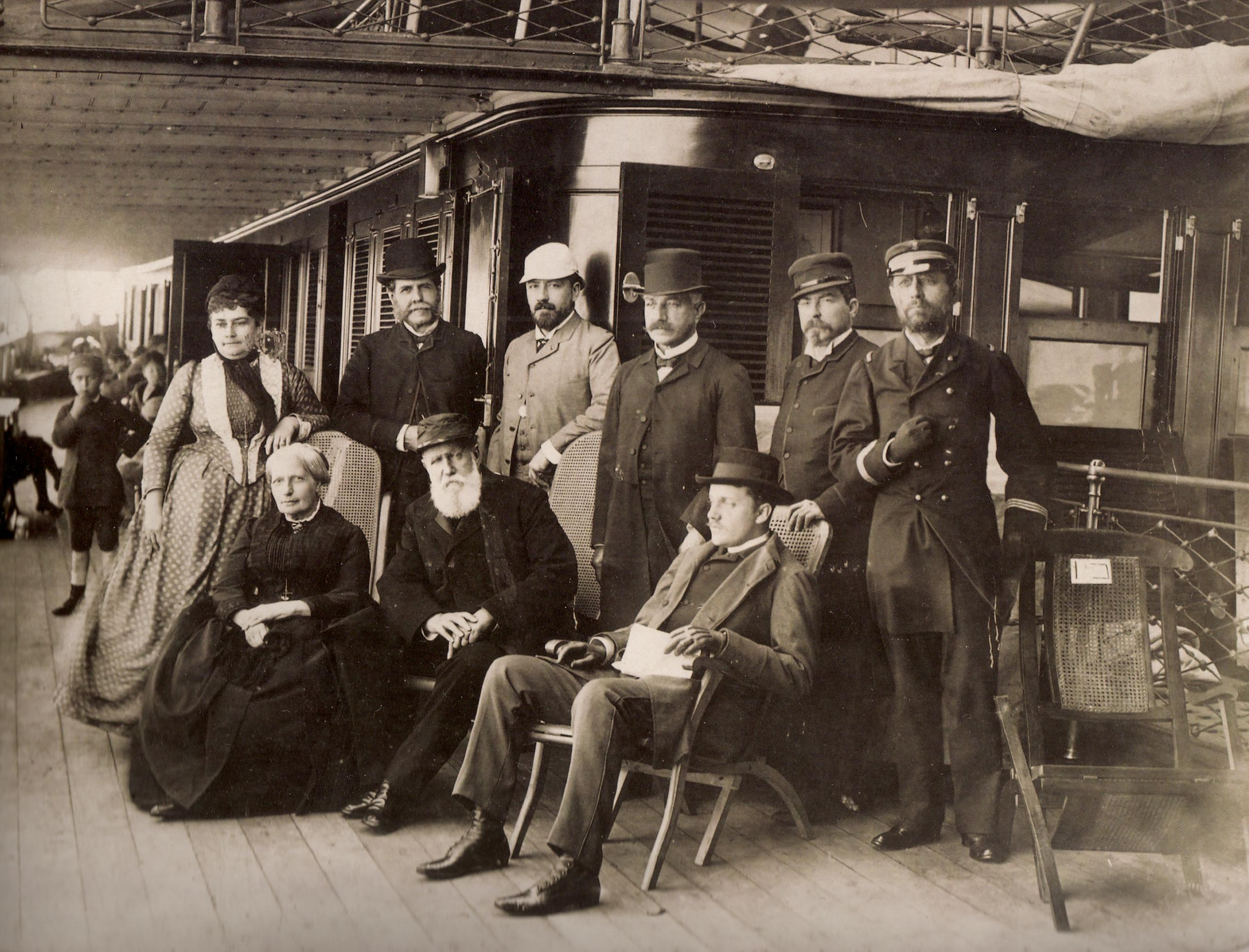
Pedro II partiendo hacia Europa en 1887. A su derecha está su mujer y a su izquierdo, su nieto mayor Pedro Augusto.

El monarca fue examinado por los doctores franceses Charles-Édouard Brown-Séquard, Jean-Martin Charcot y Michel Peter quienes le recomendaron una visita a los balnearios en Baden-Baden. Quedó allí por dos meses y con viejos conocidos, incluyendo Wilhelm I de Alemania y Leopold II de Bélgica. También visitó la tumba de su hija Leopoldina en Coburgo. Regresó a París el 8 de octubre de 1887, donde se encontró sus hermanas Januária y Francisca. De allí emprendió viaje a Italia, donde fue invitado por el rey a una cena junto con Victoria del Reino Unido y Natalija Obrenović, reina de Serbia. En Florencia se presentó la pintura Independencia o Muerte, por el pintor brasileño Pedro Américo en la presencia de la reina británica, la reina serbia y Carlos I, rey de Württemberg. En Milán, además, conoció a Cesare Cantù. Allí su salud empeoró el 3 de mayo de 1888, y  pasó dos semanas entre la vida y la muerte, incluso recibiendo la unción de los enfermos. El doctor Charcot llegó de París para asistirlo y administrarle cafeína mediante inyecciones intravenosas, resultando en una mejora en la salud del Emperador. El 22 de mayo recibió la noticia de que la esclavitud había sido abolida en Brasil por una ley sancionada por su hija. Tendido en su cama, repetía «¡Grandes personas! ¡Grandes personas!» con la voz débil y lágrimas en sus ojos.
Pedro II regresó a Brasil en 1888, desembarcado en Río de Janeiro el 22 de agosto. El «país entero le dio la bienvenida con un entusiasmo nunca antes visto. De la capital, de las provincias, de todas partes, llegaron pruebas de afecto y veneración. La emoción de quienes le vieron desembarcar, frágil, delgado, con el cuerpo doblado, piernas débiles, era aún más profunda». Los cadetes de la Academia Militar subieron al Pan de Azúcar y colocaron una pancarta gigantesca en que estuvo escrito «Granizo». Tal entusiasmo popular por el Emperador no había sido visto en las celebraciones de su mayoría de edad en 1840, a su salida a Río Grande del Sur en 1865, ni tampoco después de la victoria en la guerra de la Triple Alianza en 1870. «A juzgar por las manifestaciones generales de afecto que el emperador y la emperatriz recibieron en la ocasión de su vuelta de Europa, en este invierno de 1888, ninguna institución política parecía ser tan fuerte como la monarquía en Brasil». Incluso quienes habían sido esclavos demostraron lealtad hacia la monarquía, oponiéndose vehementemente a los republicanos, a quienes llamaban «los Paulistas». La monarquía parecía estar a la altura de su popularidad. Pedro II había llegado al pináculo de su prestigio entre los brasileños.

## Caída

### El último año
El 1889 parecía haber comenzado bien tanto para la monarquía como para Brasil. Durante una gira de tres meses por el noreste y el norte, el conde de Eu fue acogido con entusiasmo «demostrando que el monarquismo seguía siendo poderoso en la provincia». A finales de julio, el emperador viajó a Minas Gerais, mostrando que todavía estaba activamente comprometido con su rol y tenía un nivel de apoyo significativo en la provincia. Junto con las apariciones exitosas de Isabel y el conde de Eu en las provincias de São Paulo, Paraná, Santa Catarina y Rio Grande do Sul desde noviembre de 1884 hasta marzo de 1885, hubo indicios de un amplio respaldo a la monarquía entre los brasileños.
Brasil gozó de un gran prestigio internacional durante los últimos años del imperio. Los miedos a trastornos económicos y laborales causados por la abolición de la esclavitud no se materializaron y la cosecha de café de 1888 fue exitosa, aumentando la popularidad de la princesa Isabel. José do Patrocínio, un «destacado periodista abolicionista, un republicano empedernido notable por su falta de respeto a la familia imperial» no sólo renunció a estos ideales sino que «asumió un papel de liderazgo en la organización de una 'Guardia Negra'». Se trataba de una asociación de ex esclavos dedicada a la defensa de la monarquía que hostigaba las reuniones republicanas.

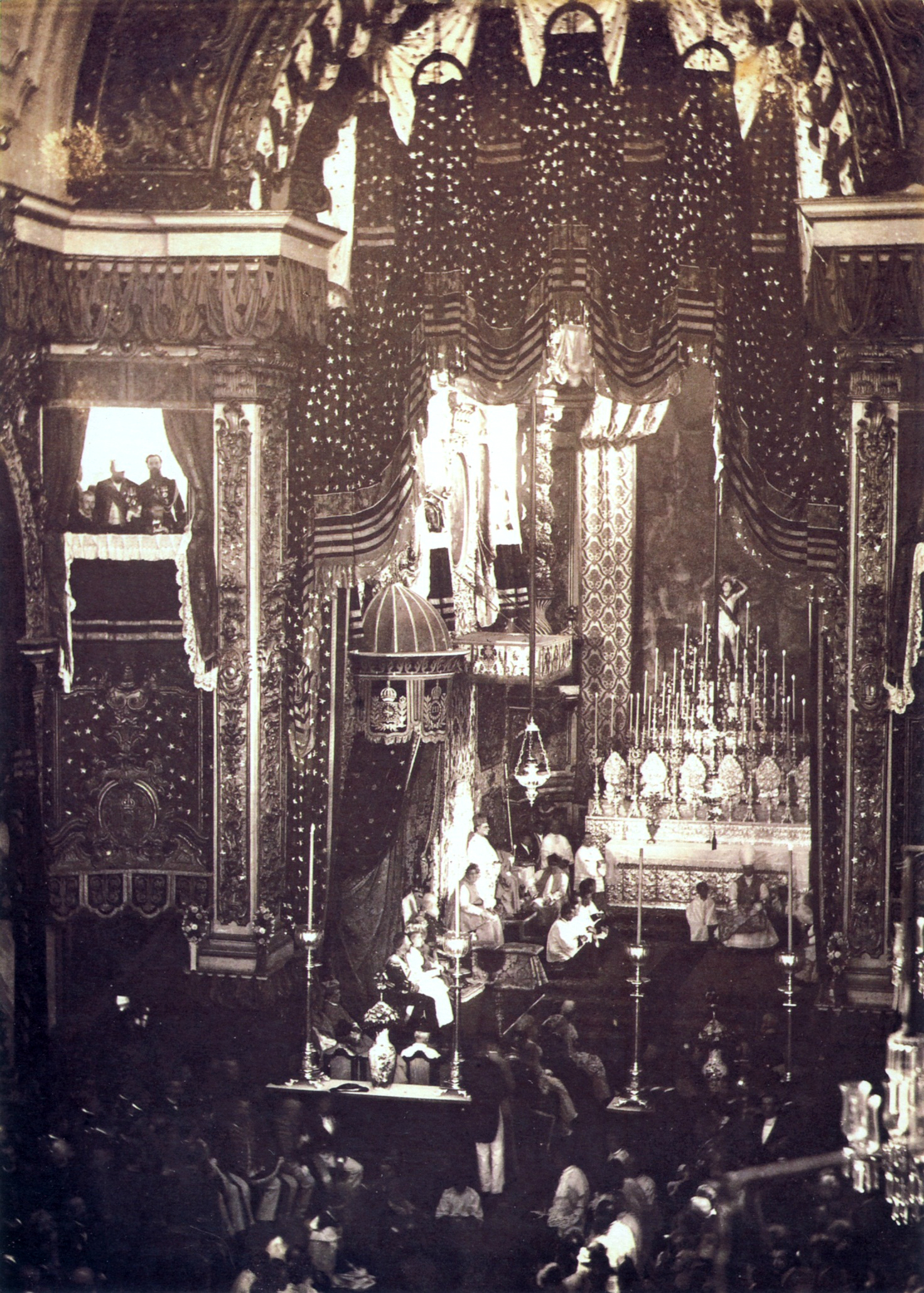
Aclamación de la princesa Isabel como regente en 1887. Uno de los pocos acontecimientos solemnes durante los últimos años del Imperio.

El gabinete que había sido responsable de promulgar la ley de abolición de la esclavitud sufrió un voto de censura el 3 de mayo de 1889 y se vio obligado a dimitir. Pedro II le pidió a José Antônio Saraiva que formara un nuevo gabinete. A Saraiva, que como político era  muy pragmático, no le preocupaban ni la monarquía ni la república mientras pudiera mantenerse en el poder. Le advirtió con franqueza al emperador que Isabel tenía pocas posibilidades de reinar como emperatriz y que el propio gobierno debería asumir un papel activo para facilitar una transición pacífica a una república. El emperador aceptó la propuesta sin molestarse en informar a su hija y heredera.  El comportamiento de Pedro II en este encuentro reveló el poco compromiso que tenía con la monarquía. Tenía poca consideración por la opinión de su hija, o la del pueblo brasileño que apoyaba abrumadoramente al sistema imperial. La razón, conocida por la mayoría, era que Pedro II simpatizaba con la idea de un sistema republicano. A través de la acción y la inacción, consciente e inconscientemente, había saboteado tanto a la monarquía como las perspectivas del futuro reinado de su hija durante casi una década. El historiador Heitor Lyra, bastante asombrado, comentó: «¿No era el jefe de la monarquía brasileña?, se diría que se había aliado con los partidarios de la República». Cuando Saraiva cambió de opinión, declinando el cargo, Pedro II nombró en su lugar a Afonso Celso de Assis Figuereido, vizconde de Ouro Preto.
A diferencia de Saraiva, Ouro Preto era un monárquico acérrimo que estaba decidido a salvar al régimen a cualquier precio. Su programa de reformas era muy ambicioso y tenía cómo objetivo resolver problemas enconados sobre los que los políticos se habían quejando durante mucho tiempo. Un tema que faltaba notablemente en su agenda fue cualquier movimiento para abordar la indisciplina militar y la urgente necesidad de restaurar la autoridad del gobierno sobre el ejército. Esto resultaría ser un error fatal. Entre las reformas propuestas se encontraban la ampliación de los derechos de voto mediante la abolición del requisito de ingresos, el fin de la permanencia en el senado de por vida y, lo que era más importante, una mayor descentralización. Esto convertiría al país en una federación plena, permitiendo la elección de alcaldes y gobernadores.
Para evitar una respuesta negativa de los republicanos, Ouro Preto explotó el crédito preparado disponible a Brasil a raíz de su prosperidad. Hizo préstamos masivos disponibles a tasas de interés favorables a dueños de plantaciones y fue pródigo en el reparto de títulos y honores menores para obtener el favor de figuras políticas influyentes. También indirectamente empezó a dirigir el problema del recalcitrante ejército para revitalizar la moribunda Guardia Nacional, por entonces una entidad que había existido mayoritariamente solo en papel. El conde de Nioac, un político de renombre, remarcó: «debo llamar vuestra atención especialmente a la reorganización del Guardia Nacional, ya que esta debe recobrar la fuerza que en el pasado le permitió enfrentarse a revueltas militares. Si hubiéramos tenido la Guardia Nacional reorganizada,  Deodoros y los otros hombres militares ignorantes se habrían quedado tranquilos». Pedro II Salvador también preguntado Mendonça, quién dejaba a los EE. UU. para representar Brasil en la Primera Conferencia Internacional de Estados Americanos, a cuidadosamente estudiar los EE. UU. Tribunal Supremo con el objetivo de crear un tribunal similar en Brasil y transfiriendo sus prerrogativas constitucionales a él. Esto habría hecho del monarca una mera figura ceremonial. No es sabido si pretendía apremiar los poderes de su hija cuando emperatriz y hacerle así más aceptable a los políticos, o si tenía algo más en mente.
Las reformas propuestas por el gobierno alarmaron a las facciones republicanas y sediciosas en el cuerpo militar. Los republicanos vieron que los planes de Ouro Preto podrían restar soporte para sus objetivos propios. La reorganización de la Guardia Nacional estuvo empezada por el gabinete en agosto de 1889, y la creación de una milicia rival causó los disidentes entre el cuerpo de agente para considerar pasos desesperados. Para ambos grupos, republicanos y ejército, había devenido un caso de «ahora o nunca». A pesar de que no había ningún deseo en Brasil entre la mayoría de la población para cambiar la forma de gobierno, los republicanos empezaron a presionar a la facción rebelde para derrocar la monarquía.
El 9 de noviembre de 1889, un número grande de oficiales se reunió en el Club Militar decididos a escenificar un golpe de Estado que apuntaba al derrocamiento de la monarquía. Dos días más tarde, en la casa de Rui Barbosa, dos oficiales (Constant y el Mariscal Deodoro da Fonseca) y dos civiles (Quintino Bocaiúva y Arístides Lobo), escribieron un plan para llevar a cabo el golpe. Fue la única reunión importante en la que participaron republicanos civiles, ya que Deodoro quería excluirlos de lo que consideraba un asunto estrictamente militar. Deodoro todavía dudaba: «quise seguir el ataúd del Emperador, que es un hombre a quien respete profundamente». Finalmente, sin embargo, cedió a la presión: «Constant lo quiere así, creemos una República. Benjamin y yo nos encargaremos de la acción militar; Quintino y sus amigos organizarán todo lo demás».

### Golpe republicano
A las 11 p. m. del 14 de noviembre, Deodoro tomó el mando de 600 hombres, la mayoría de los cuales no tenía ninguna idea de qué ocurría, creyendo que organizaban una defensa contra la Guardia Nacional o la Guardia Negra. Unos cuantos republicanos gritaron «Viva la República» pero Deodoro los silenció.

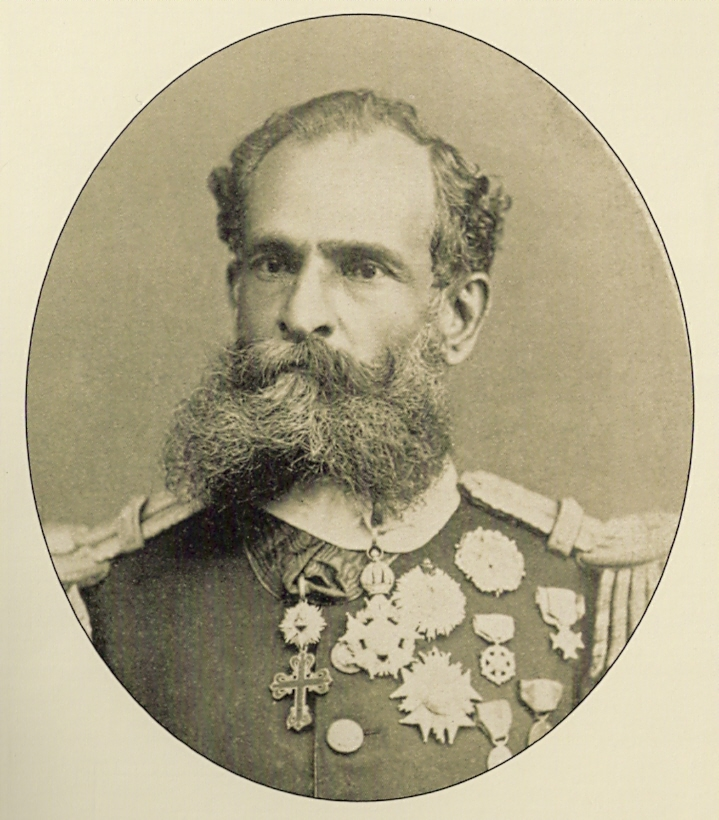
El mariscal Manuel Deodoro da Fonseca, líder de los republicanos.

Al enterarse de la revuelta, el vizconde de Ouro Preto y los otros ministros de gabinete fueron a la sede de ejército, localizada en el Campo de Santana en el corazón de la capital. Las tropas leales presuntamente superaban en número a la fuerza rebelde y estaban mejor equipadas. El general adjunto del ejército, Mariscal de Campo Floriano Peixoto garantizó la lealtad de sus hombres a Ouro Preto, pero en secreto estaba aliado con los rebeldes. Tanto Floriano como el ministro de la Guerra Rufino Enéias, vizconde de Maracajú (un primo de Deodoro) ignoraron repetidamente a Ouro Preto, que había ordenado atacar a los rebeldes que se acercaban a la sede. Intentó convencerlos, recordando los actos de valentía por el ejército brasileño en la Guerra paraguaya. Floriano le respondió que, «allí, quienes estaban delante nuestro eran enemigos, pero aquí somos todos los brasileños», lo que finalmente lo llevó a comprender la extensión del motín.
Las tropas aparentemente leales abrieron las puertas de sede a Deodoro, quien lloraba fuera: «¡Viva su Majestad! ¡Larga vida al Emperador!» Se encontró con Ouro Preto, quien fue personalmente a presentarle al Emperador una lista de los nombres que podían ser incluidos en un gabinete nuevo. Para desilusión de civiles y militares republicanos, Deodoro no proclamó república. Parecía que solo buscaba derrocar al gabinete y no estaba seguro de actuar contra el emperador. De esta manera mostró que no creía que el golpe tendría éxito. Las pocas personas que presenciaron lo ocurrido no se dieron cuenta de que era una rebelión. Según el republicano Arístides Lobo, el pueblo quedó «anonadado». «Raramente una revolución ha sido tan secundaria.»

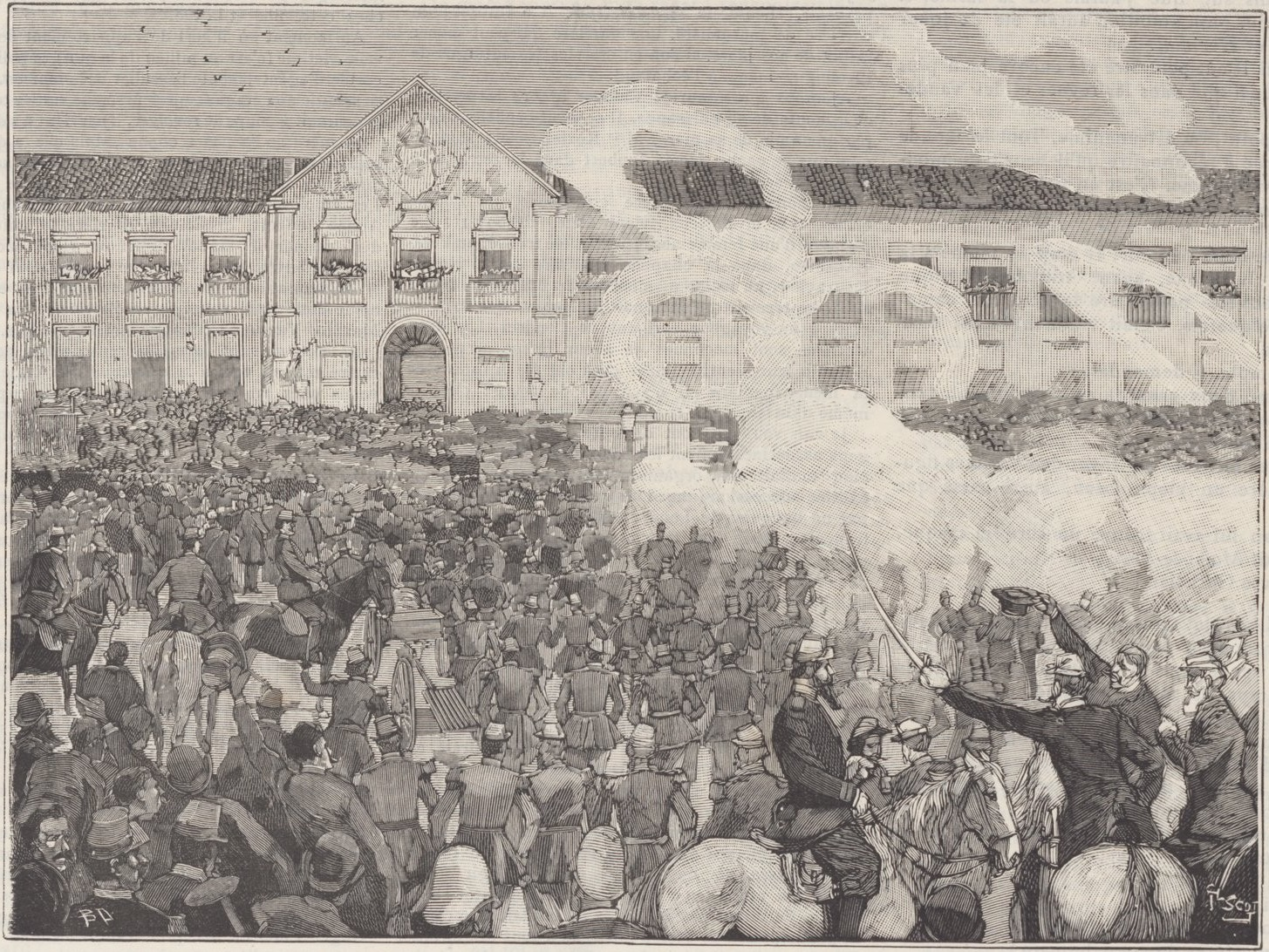
La Proclamación de la República en Río de Janeiro (Dibujo por Georges Scott, publicado en Le Monde Illustré, 1889).

En la mañana del 15 noviembre, Pedro II estaba en Petrópolis cuando recibió el primer telegrama de Ouro Preto informándole de la rebelión. Aun así, no le dio mucha importación a la noticia. A las 11 a.m., cuando dejaba una misa en honor del 45.º aniversario de la muerte de su hermana María II, el monarca recibió un segundo telegrama y decidió regresar a Río de Janeiro. Cuando su mujer expresó preocupación, contestó, «¿Cómo, señora? ¡Cuando llegue todo habrá terminado!» Viajó en tren, leyendo periódicos y revistas científicas. No imaginaba la gravedad de la situación. Cuando llegó al palacio a las 3 p. m., André Rebouças sugirió que fuera al campo para organizar resistencia. El Marqués de Tamandaré le pidió su permiso para ponerse al frente de la Armada y suprimir la rebelión, pero el emperador rechazó todas las propuestas diciendo «Esto es nada. Conozco a mis compatriotas». El emperador le preguntó al senador conservador Manuel Francisco Correia cómo veía la situación, a lo que Correia contestó que creía que era el fin de la monarquía. Pedro II no mostró ninguna emoción, como si la posibilidad no lo preocupara.
Ouro Preto llegó al palacio a las 4 p. m. le y sugirió a Pedro II que nomine a Gaspar da Silveira Martins, que llegaría a la ciudad dos días más tarde, como nuevo presidente del senado. Deodoro evitó el contacto personal con Pedro II, pero una vez que se enteró de que el Emperador había escogido a uno de sus enemigos personales para un cargo importante,  finalmente se decidió a proclamar la República. El Senado estaba en receso y los diputados electos recién debían sesionar el 20 de noviembre. Por ello, la princesa Isabel insistió en que su padre convocara al Consejo Estatal para tratar la situación. Como respuesta Dom Pedro repetía «Más tarde entonces». La princesa, por iniciativa propia, llamó a los miembros de consejo. El consejo se reunió a las 11p.m., y después de debatir por dos horas le recomendaron al Emperador que nombrara a Antônio Saraiva en reemplazo de Silveira Martins. Después de aceptar el puesto, Silveira Martins envió un emisario para negociar con Deodoro. Pero Deodoro respondió que era demasiado tarde para hacerlo cambiar de opinión. Al oír esta respuesta, Pedro II declaró que, «Si es así, que sea mi jubilación. He trabajado demasiado duro y estoy cansado. Me iré a descansar».

### Exilio

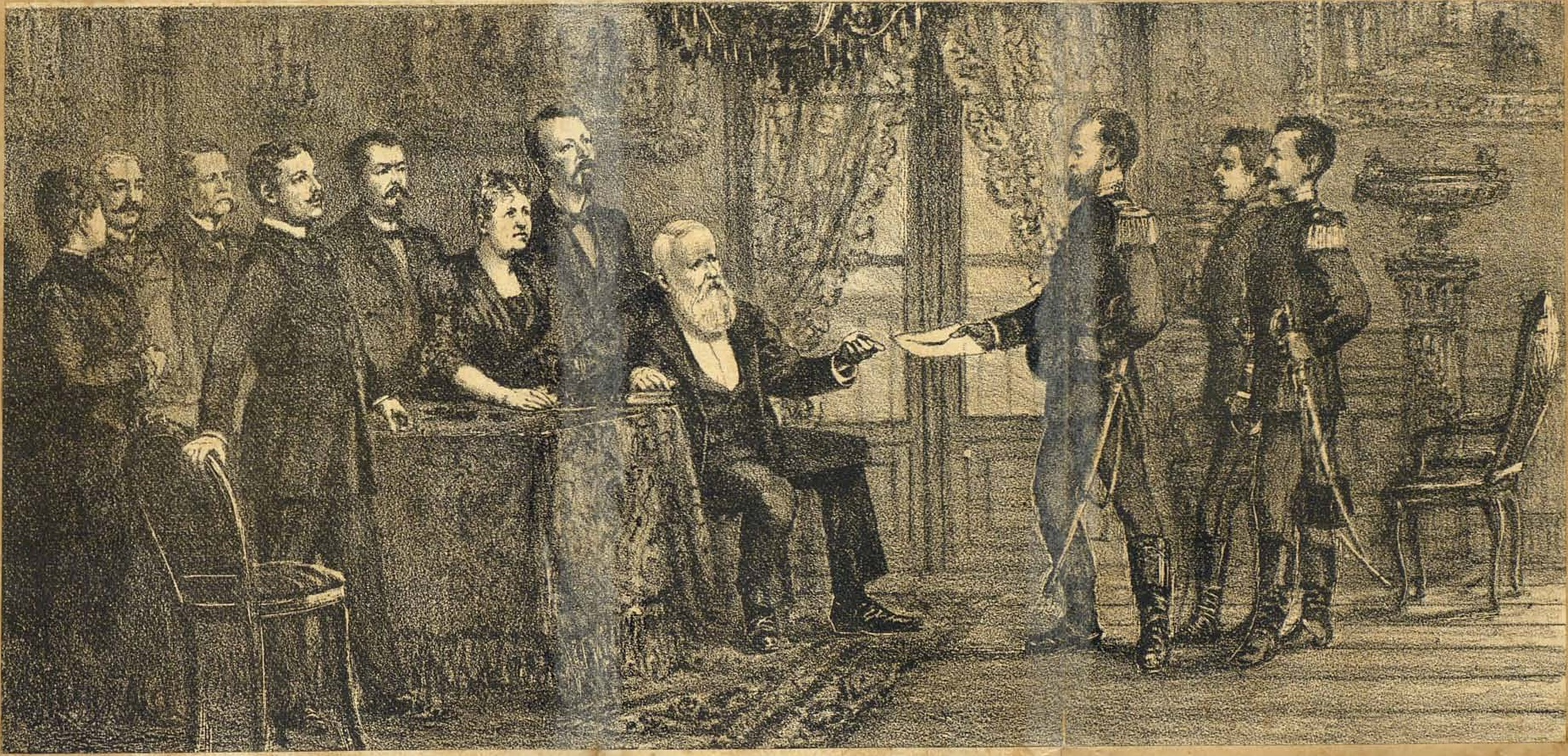
El mayor Solón le entrega un mensaje a Pedro II el 6 de noviembre de 1889.

El sábado 16 de noviembre, la familia Imperial fue confinada en el palacio y rodeada por un regimiento de caballería. Pedro II pasó el día leyendo revistas científicas y pareció permanecer tranquilo. A las 3 de la tarde, el Mayor Federico Solón Sampaio Ribeiro informó a la familia imperial que la república había sido proclamada y  debían salir del país hacia el exilio dentro de las 24 horas. Los «republicanos no tuvieron el valor de encontrarse cara a cara con el Emperador, a quien admiraban en secreto» y, por lo tanto, enviaron oficiales de bajo rango para comunicarse con él. Solón, al felicitar al Emperador, lo llamó primero «Su Excelencia», luego «Su Alteza» y por último «Su Majestad». Aunque había sido depuesto, el Emperador todavía era muy respetado por quienes lo rodeaban, como lo ilustra el parlamento entre él y Solón. Saber que habían sido desterrados hizo llorar a las mujeres, mientras que los hombres lucharon por mantener la calma, a excepción de Pedro II, que permaneció impasible. El monarca resolvió viajar el día siguiente a la tarde y le envió un mensaje al gobierno provisional indicando que aceptaba irse del país.

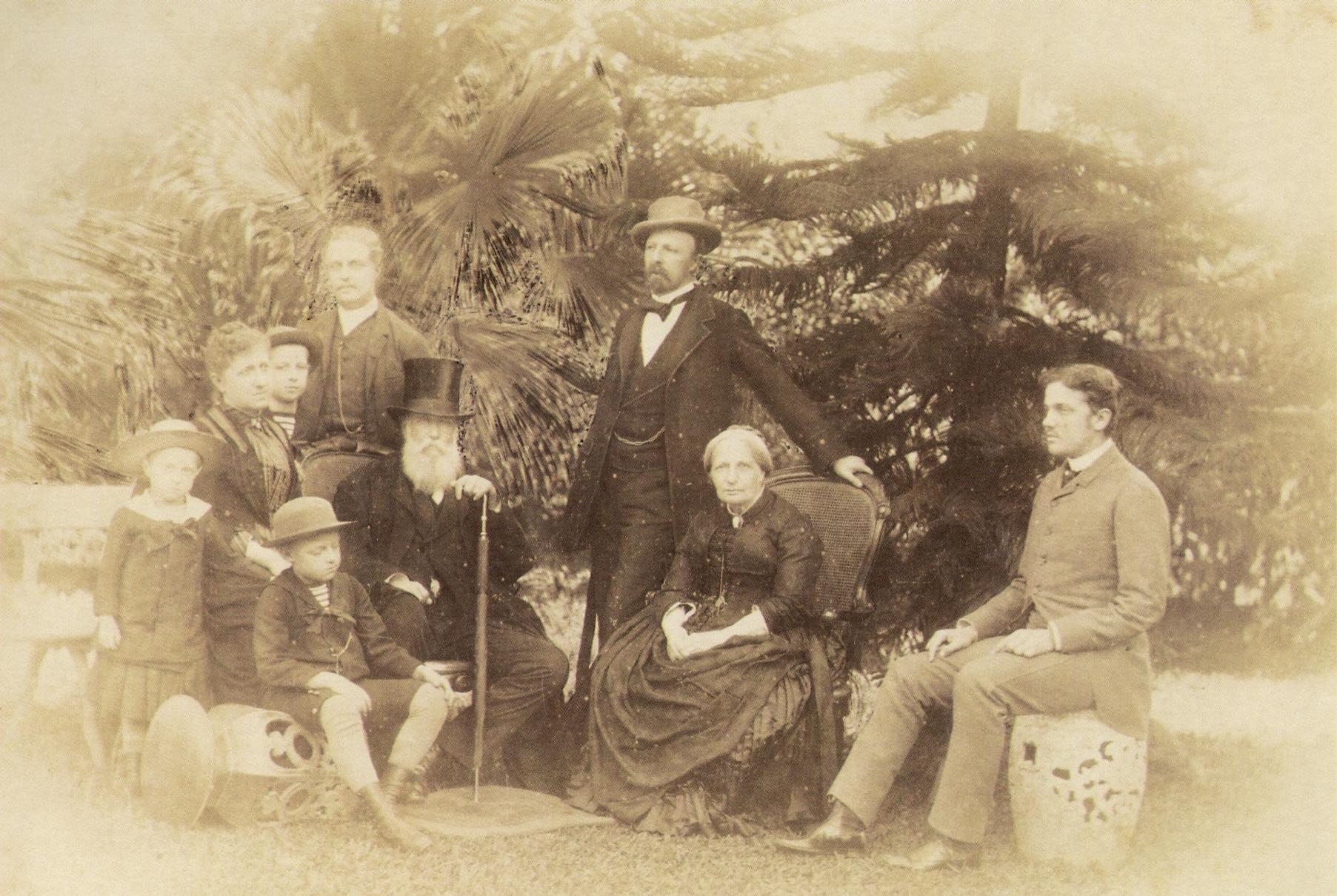
La Familia Imperial Brasileña en 1887. De izquierda a derecha: Antonio, Isabel, Pedro, Luis (sentado), Augusto, Pedro II, Gastón, Teresa Cristina y Pedro Augusto.

El gobierno republicano temía que estallaran manifestaciones a favor del emperador. Por ende, la madrugada del 17 de noviembre envió al Teniente Coronel João Nepomuceno de Medeiros Mallet para informarle a la familia imperial que debía partir de inmediato. Hubo gran  conmoción entre los presentes hasta que el propio Pedro II apareció en la sala. Mallet le informo respetuosamente que el gobierno les había pedido que se fueran de inmediato. El Emperador se negó a irse de inmediato, alegando que no era un esclavo que intentaba escapar en medio de la noche. Mallet trató de persuadirlo, alegando que los estudiantes republicanos lanzarían manifestaciones violentas contra él. El Emperador parecía escéptico: «¿Quién da crédito a los estudiantes?» En ese momento se escucharon disparos afuera. Mallet salió del palacio para averiguar qué había sucedido. Quince marineros imperiales habían intentado desembarcar en apoyo del Emperador, pero fueron derrotados y encarcelados por tropas republicanas. Mallet regresó al edificio y engañó a Pedro II diciéndole que militantes republicanos habían intentado agredirlo a él y a su familia. Asombrado, el emperador accedió a marcharse.

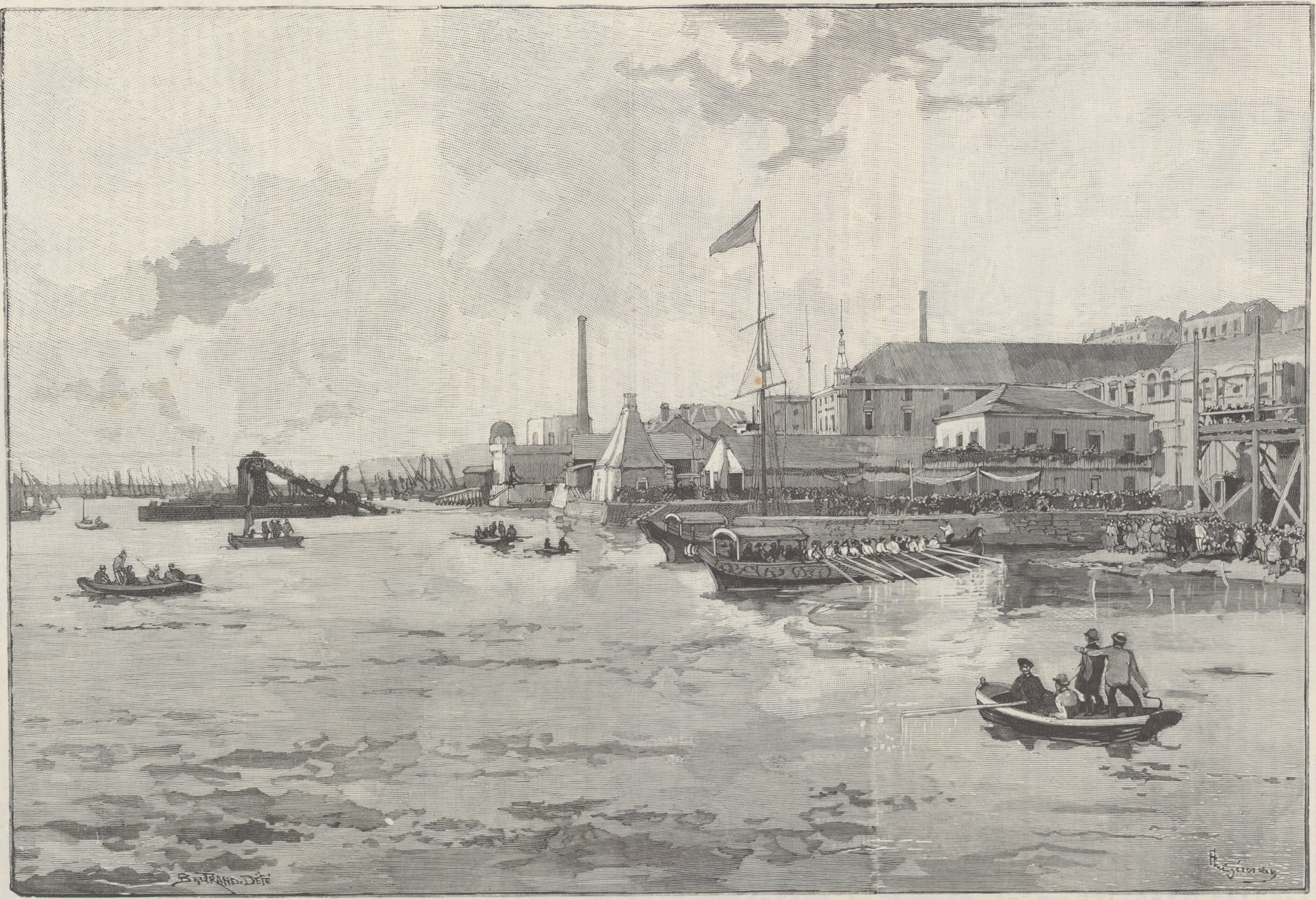
Desembarco de Don Pedro en Lisboa (Le Monde Illustré, 1889).

Cuando Pedro II salió del palacio, los soldados que hacían guardia en el exterior presentaron las armas, a lo que respondió alzando el sombrero. Algunos amigos cercanos acompañaron a la familia imperial al exilio voluntariamente, entre ellos André Rebouças y Franklin Dória, barón de Loreto. Muy pocos presenciaron la partida. La familiar real comenzó su viaje hacia Europa en el vapor Parnaíba, zarpando al día siguiente en el barco Alagoas. Antes de su exilio definitivo, Pedro II le envió un breve mensaje a su amigo el marqués de Tamandaré, que había permanecido a su lado hasta el embarque: «Lo hecho, hecho está. Depende de todos de ustedes  establecer el orden y consolidar las instituciones». Tras enterarse de que el emperador se había marchado, Benjamín Constant declaró que «se cumple el más doloroso de nuestros deberes». Más tarde, el Mayor Carlos Nunes de Aguiar recordó haberle dicho a Rui Barbosa, quien había estado a su lado presenciando la partida desde lejos: «Tenías razón al llorar cuando el emperador se fue». La historiadora Lilia Moritz Schwarcz dijo que esto fue «el fin de la monarquía, pero no del mito, que se llamó don Pedro».
El gobierno encabezado por Deodoro «era poco más que una dictadura militar. El ejército dominaba la política tanto en Río de Janeiro como en resto de los estados. La libertad de prensa desapareció y las elecciones estaban controladas por los que estaban en el poder». El régimen republicano que siguió al derrocamiento de la monarquía se reveló sumamente inestable. En poco más de un siglo de existencia, la República Brasileña enfrentó doce estados de emergencia, diecisiete actos institucionales, seis disoluciones del Congreso Nacional, diecinueve revoluciones militares, dos renuncias presidenciales, tres presidentes impedidos de asumir el cargo, cuatro presidentes depuestos, siete constituciones diferentes, cuatro dictaduras y nueve gobiernos autoritarios.